# Guirane N’Daw
Guirane N’Daw (* 24. April 1984 in Rufisque) ist ein ehemaliger senegalesischer Fußballspieler.

## Karriere

### Verein
Guirane N’Daw begann seine Karriere in der Jugend des FC Sochaux, bis er 2002 den Sprung in die Profimannschaft schaffte. In den ersten drei Spielzeiten kam er jedoch nur als Einwechselspieler zum Einsatz und in drei Jahren auf gerade mal 25 Ligaspiele. In der Saison 2005/06 gelang ihm der Durchbruch in Sochaux und so hielt er bis zu seinem Wechsel im Juli 2008 seinen Stammplatz inne. Für Sochaux absolvierte er 122 Ligaspiele und brachte es dabei auf fünf Tore. 2007 gewann er mit Sochaux den französischen Pokalwettbewerb.
Zur Saison 2008/09 folgte dann der Vereinswechsel zum FC Nantes. Als Nantes nach seiner ersten Saison in die Ligue 2 abstieg, wurde N’Daw für die Spielzeit 2009/10 an AS Saint-Étienne ausgeliehen. Nebenbei besaß Saint-Étienne am Ende der Leihfrist eine Kaufoption von vier Millionen Euro, welche der Verein auch wahrnahm.
Nach fünf Ligaspielen in der Hinrunde der Saison 2010/11 wurde er am 24. Januar 2011 für den Rest der Saison an den spanischen Klub Real Saragossa verliehen. Am 23. August wurde er zur neuen Saison wiederum verliehen, dieses Mal an Birmingham City bis zum Januar 2012 mit Option auf eine Verlängerung bis zum Saisonende. Am 15. September kam er zu seinem Debütspiel für Birmingham in der UEFA Europa League gegen Sporting Braga. Nach einigen Einsätzen in der Europa League, folgte am 7. Dezember bei der 1:2-Niederlage bei Hull City sein Ligadebüt.
Am 6. Januar 2012 einigten sich Birmingham City und AS Saint-Étienne auf eine Verlängerung der Leihfrist bis zum Saisonende. Zur Saison 2012/13 wurde N’Daw an Ipswich Town verliehen. Nachdem sein Vertrag bei Saint-Étienne Vertrag abgelaufen ist, unterzeichnete N’Daw am 4. September 2013 einen Ein-Jahres-Vertrag mit dem griechischen Erstligisten Asteras Tripolis. Für Asteras Tripolis absolvierte er 29 Ligaspiele und erzielte dabei drei Tore. Nach der Saison wechselte er ablösefrei zum französischen Erstligisten FC Metz und hat sich sofort als Stammspieler etabliert. Nach 27 Erstligaeinsätzen und drei Auftritten in der vierklassigen CFA transferierte der Senegalese zur Saison 2015/16 zum Zweitligisten RC Lens. Nach nur neun Ligaeinsätzen in dieser Spielzeit und einem Trainerwechsel, der ihm noch weniger Spielminuten bescherte, verließ er Lens im Oktober 2016 und verkündete zunächst sein Karriereende.
Seit Februar 2019 ist er wieder für den unterklassigen Verein AS Algrange in der fünften Liga aktiv.

### Nationalmannschaft
N’Daw absolvierte sein Länderspieldebüt für Senegal im Jahr 2004. Er absolvierte insgesamt 44 Länderspiele, in denen er vier Tore erzielte konnte. Er gehört zum 23-köpfigen Aufgebot für die Afrikameisterschaft 2012, zuvor gehörte er bereits bei den Afrikameisterschaften 2006 und 2008 zum senegalesischen Kader.

## Titel und Erfolge
FC Sochaux
- Coupe de France 2006/07